# Cercosaura steyeri
Cercosaura steyeri är en ödleart som beskrevs av  Tedesco 1998. Cercosaura steyeri ingår i släktet Cercosaura och familjen Gymnophthalmidae. Inga underarter finns listade i Catalogue of Life.